# Tilloy-lès-Conty
Tilloy-lès-Conty est une ancienne commune française située dans le département de la Somme, en région Hauts-de-France.
Elle a fusionné avec Lœuilly et Neuville-lès-Lœuilly pour former, le 1er janvier 2019, la commune nouvelle de Ô-de-Selle.

## Géographie

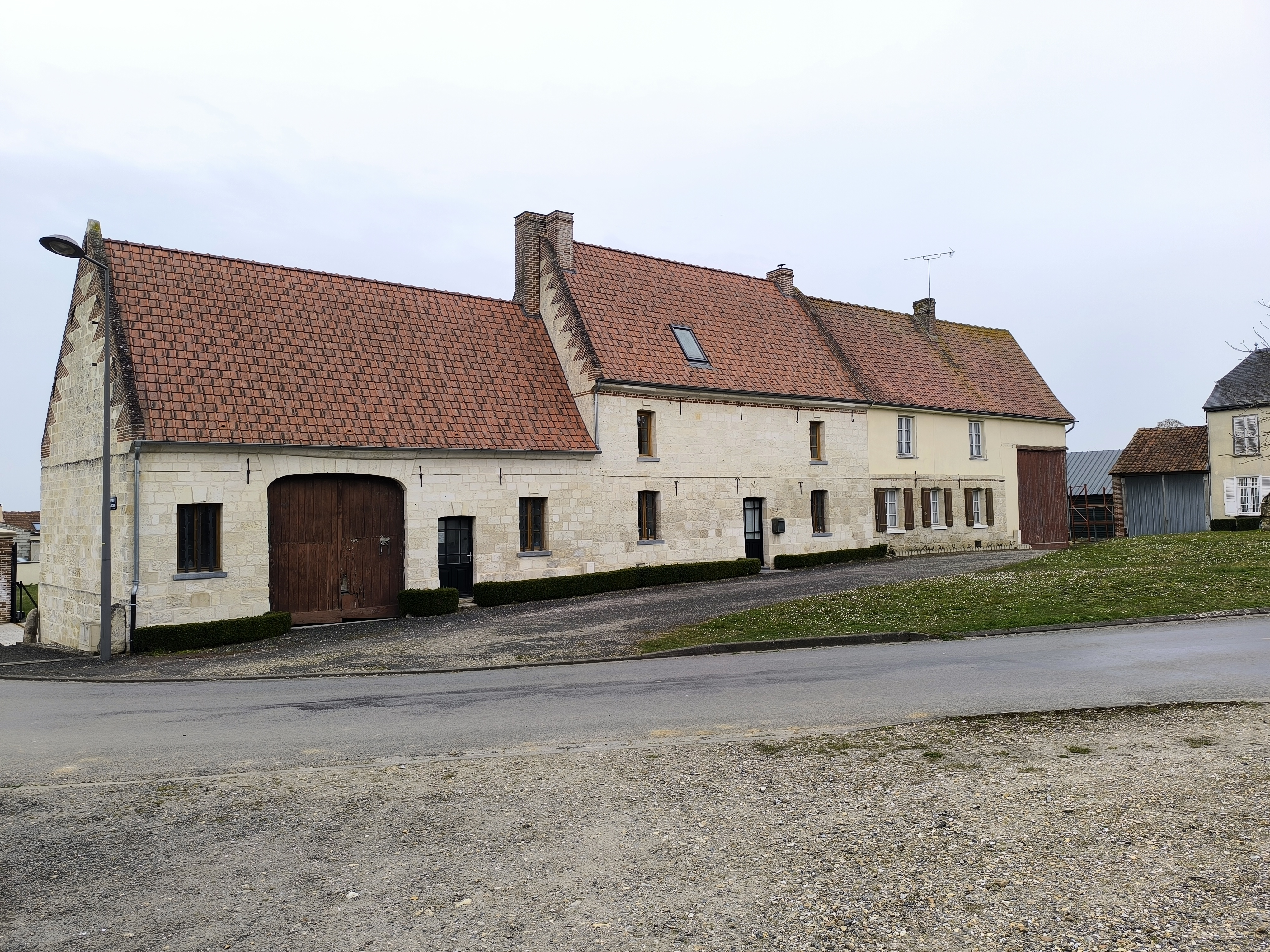
Maisons anciennes, place de l'église.

### Localisation
Tilloy-lès-Conty est un village rural de l'Amiénois jouxtant Conty par le nord-est et situé une vingtaine de kilomètres au sud-ouest d'Amiens par la route,
À l'écart des grands axes de communication, le village est accessible par la route départementale RD 120 qui relie Beauvais à Amiens.

### Géologie et relief
La superficie de la commune déléguée est de 6,34 km2 ; son altitude varie de 48  à   135 mètres. 
En 1899, l'instituteur indiquait que « le sol de la commune est argilo-calcaire. 
La couche de terre végétale est assez épaisse et assez riche. A une certaine profondeur surgit le calcaire siliceux. 
La rivière de Selle, affluent de la Somme, limite à l'ouest le territoire de Tilloy, mais le village est bâti à mi-côte à droite de la jolie vallée de Selle. Son altitude est d'environ 105 mètres ».

## Toponymie
Le nom de la localité est attesté sous les formes Teoleium en 1140, Tilloy en 1147, Tylium en 1150, Tilleium en 1189, Teillollium en 1208, Tilloi en 1218.
Le nom du village dérive du gallo-roman tilietu issu du latin tilietum qui signifie « bois de tilleuls, tillaie, tilleraie ».
La préposition lès permet de signifier la proximité d'un lieu géographique par rapport à un autre lieu. En règle générale, il s'agit d'une localité qui tient à se situer par rapport à une ville voisine plus grande. Par exemple, la commune de Tilloy indique qu'elle se situe près de Conty.

## Histoire

### Ancien Régime
Tilloy-lès-Conty se trouvait sous l'Ancien Régime dans le comté de Clermont.
Tilloy est « détruit par les Anglais, ravagé par les Bourguignons et ruiné par les gens de guerre en 1593 », cette dernière destruction intervenant durant les Guerres de Religion.
Possession de Thibault de Tilloy au XIIIe siècle, de Pierre de Fransures au début du XVIe siècle, la seigneurie de Tilloy est partiellement acquise en 1559 par François Scourion, conseiller au présidial d’Amiens. Cette part est rachetée par Antoine d’Hallwyn en 1574, et lui puis son fils parvinrent à racheter la totalité du fief en 1618. Comme celle voisine de Wailly, elle passe ensuite par mariage à la famille de Croÿ d'Havré.
On y tissait depuis le XVIIe siècle des toiles de serge. Avant la Révolution française, « les roturiers étaient déjà devenus propriétaires de la plus grande partie du sol mais grevés de toutes sortes d'impôts ».

### Époque contemporaine
A la fin de l'épopée napoléonienne, « la commune n'a pas trop souffert de l'invasion en 1814 et 1815. Pendant la guerre de 1870, 4 enfants du pays sont tombés sur les champs de bataille et la commune a eu à supporter de nombreuses réquisitions allemandes ».
En 1899, le village est essentiellement agricole. On y compte « un pressoir à cidre ambulant et une machine à battre à vapeur ».

#### Fusion de communes
Les communes de Lœuilly, Neuville-lès-Lœuilly, Nampty, Tilloy-lès-Conty et Nampty envisagent en 2018 de fusionner au 1er janvier 2019 sous le régime des communes nouvelles. Afin de mieux peser au sein de la communauté de communes Somme-Sud-Ouest, réunies, elles constitueraient la cinquième collectivité par leur population. Cette fusion permettrait une mutualisation des moyens et des dotations d'État majorées. 
Nampty se retire ensuite de cette démarche,.
Plusieurs noms sont envisagés pour cette commune nouvelle : Vy-sur-Selle, Les Ô-de-Selle, Les Y-de-Selle et Sellevallée.
Après une réunion publique le 24 octobre à Lœuilly, les conseils municipaux ont  proposé le 15 novembre 2018 cette fusion au préfet.
La commune nouvelle de Ô-de-Selle est ainsi créée (sans Nampty) au 1er janvier 2019 par un arrêté préfectoral, et Tilloy-lès-Conty en est devenue une commune déléguée.

## Politique et administration

### Rattachements administratifs et électoraux
Tilloy-lès-Conty se trouve dans l'arrondissement d'Amiens du département de la Somme. Pour l'élection des députés, elle fait partie depuis 2012 de la quatrième circonscription de la Somme.
Elle faisait partie depuis 1793 du canton de Conty. Dans le cadre du redécoupage cantonal de 2014 en France, Tilloy-lès-Conty est intégré au canton d'Ailly-sur-Noye jusqu'à la fusion de 2017.

### Intercommunalité
Tilloy-lès-Conty était membre de la communauté de communes du canton de Conty, créée par un arrêté préfectoral du 23 décembre 1996, et qui s’est substituée aux syndicats préexistants tels que le SIVOM et le SIVU de la coulée verte. Cette intercommunalité est renommée communauté de communes du Contynois en 2015, à la suite de la disparition du canton.
Dans le cadre des dispositions de la loi portant nouvelle organisation territoriale de la République du 7 août 2015, qui prévoit que les établissements publics de coopération intercommunale (EPCI) à fiscalité propre doivent avoir un minimum de 15 000 habitants, la préfète de la Somme propose en octobre 2015 un projet de nouveau schéma départemental de coopération intercommunale (SDCI) qui prévoit la réduction de 28 à 16 du nombre des intercommunalités à fiscalité propre du département. 
Ce projet prévoit la « fusion des communautés de communes du Sud-Ouest Amiénois, du Contynois et de la région d'Oisemont », le nouvel ensemble de 37 412 habitants regroupant 120 communes,. À la suite de l'avis favorable de la commission départementale de coopération intercommunale en janvier 2016, la préfecture sollicite l'avis formel des conseils municipaux et communautaires concernés en vue de la mise en œuvre de la fusion.
La communauté de communes Somme Sud-Ouest est ainsi créée au 1er janvier 2017 et Tilloy-lès-Conty en a été membre  jusqu'à la fusion de 2019.

### Liste des maires
| Période                                  | Période       | Identité        | Étiquette | Qualité     |
| ---------------------------------------- | ------------- | --------------- | --------- | ----------- |
| Les données manquantes sont à compléter. |               |                 |           |             |
|                                          |               |                 |           |             |
| 1956 ou avant                            |               | Auguste Suchard |           |             |
|                                          |               |                 |           |             |
| mars 2001                                | 2014          | Martine Queval  |           |             |
| 2014                                     | décembre 2018 | Nicolas Portois |           | Agriculteur |

### Liste des maires délégués
| Période      | Période                    | Identité        | Étiquette | Qualité |
| ------------ | -------------------------- | --------------- | --------- | --- |
| janvier 2019 | En cours (au 25 mars 2025) | Nicolas Portois |           | Agriculteur Maire-adjoint de Ô-de-Selle (2016 → ) Réélu pour le mandat 2021-2026 après l'annulation des élections de 2020, |

## Démographie
L'évolution du nombre d'habitants est connue à travers les recensements de la population effectués dans la commune depuis 1793. Pour les communes de moins de 10 000 habitants, une enquête de recensement portant sur toute la population est réalisée tous les cinq ans, les populations de référence des années intermédiaires étant quant à elles estimées par interpolation ou extrapolation. Pour la commune, le premier recensement exhaustif entrant dans le cadre du nouveau dispositif a été réalisé en 2007.

En 2016, la commune comptait 253 habitants, en évolution de −1,17 % par rapport à 2010 (Somme : −1,26 %, France hors Mayotte : +2,11 %).
| 1793 | 1800 | 1806 | 1821 | 1831 | 1836 | 1841 | 1846 | 1851 |
| ---- | ---- | ---- | ---- | ---- | ---- | ---- | ---- | ---- |
| 119  | 286  | 335  | 339  | 354  | 353  | 355  | 389  | 376  |

| 1856 | 1861 | 1866 | 1872 | 1876 | 1881 | 1886 | 1891 | 1896 |
| ---- | ---- | ---- | ---- | ---- | ---- | ---- | ---- | ---- |
| 402  | 398  | 355  | 338  | 338  | 318  | 299  | 285  | 239  |

| 1901 | 1906 | 1911 | 1921 | 1926 | 1931 | 1936 | 1946 | 1954 |
| ---- | ---- | ---- | ---- | ---- | ---- | ---- | ---- | ---- |
| 252  | 216  | 204  | 179  | 193  | 184  | 162  | 206  | 200  |

| 1962 | 1968 | 1975 | 1982 | 1990 | 1999 | 2006 | 2007 | 2012 |
| ---- | ---- | ---- | ---- | ---- | ---- | ---- | ---- | ---- |
| 214  | 217  | 176  | 196  | 220  | 228  | 245  | 247  | 268  |

| 2016 | - | - | - | - | - | - | - | - |
| ---- | - | - | - | - | - | - | - | - |
| 253  | - | - | - | - | - | - | - | - |

## Culture locale et patrimoine

### Lieux et monuments
- Château de Tilloy-lès-Conty  Inscrit MH (2004, Le château (façades et toitures) , le hall d'entrée, ses deux paliers et escaliers, ainsi que son parc en totalité)[26], 13 place de la Liberté

Ancien fief de la famille de Croÿ, le château est construit en maison de campagne à la fin XVIIIe siècle début du XIXe siècle.
Il comprend un jardin et un parc de neuf hectares, avec un petit jardin à l'anglaise et 165 variétés de roses. Percée sur la campagne et avenue cavalière sont des lieux  de promenade offerts aux visiteurs.
Le 12 mai 2013, le château est victime d'un incendie, qui le détruit à 80 %. Sa reconstruction est entreprise en 2014 et achevée en 2018.

Le château de Tilloy-lès-Conty
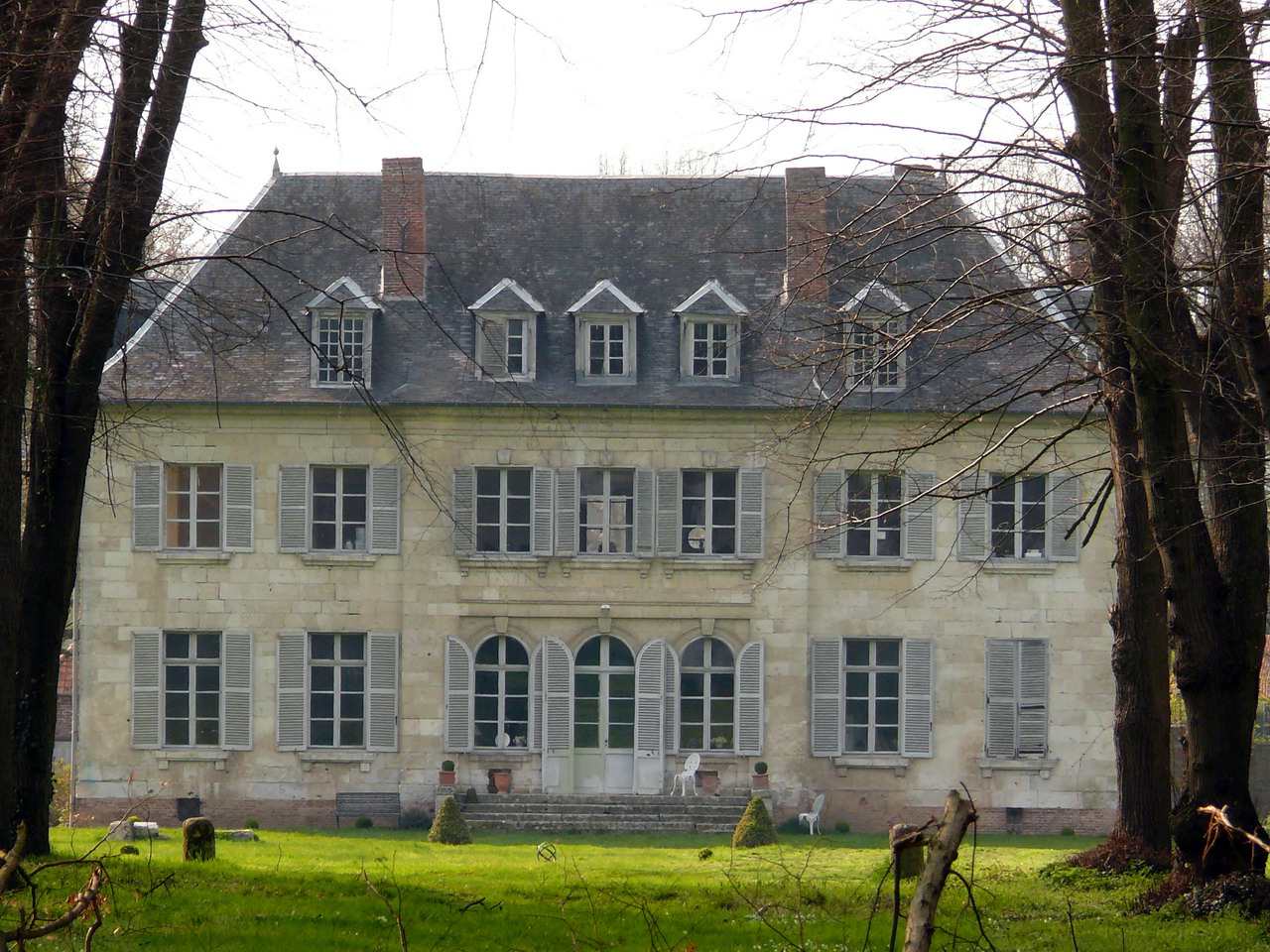
La façade est, avant l'incendie de 2013
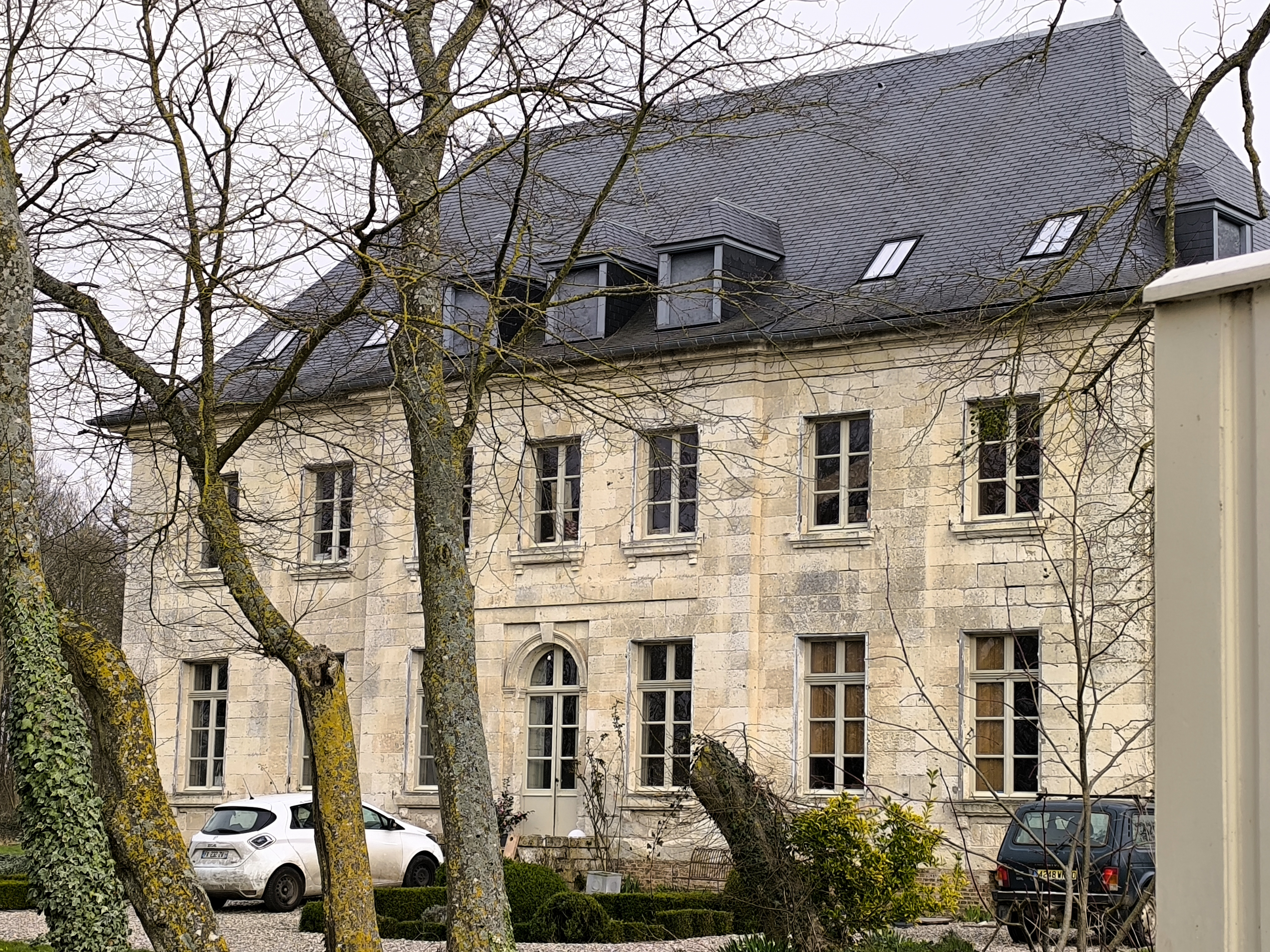
La façade ouest, en 2025.

- Le Petit château, ou château de la Bussière, du  XVIe siècle av. J.-C..

Le Petit château
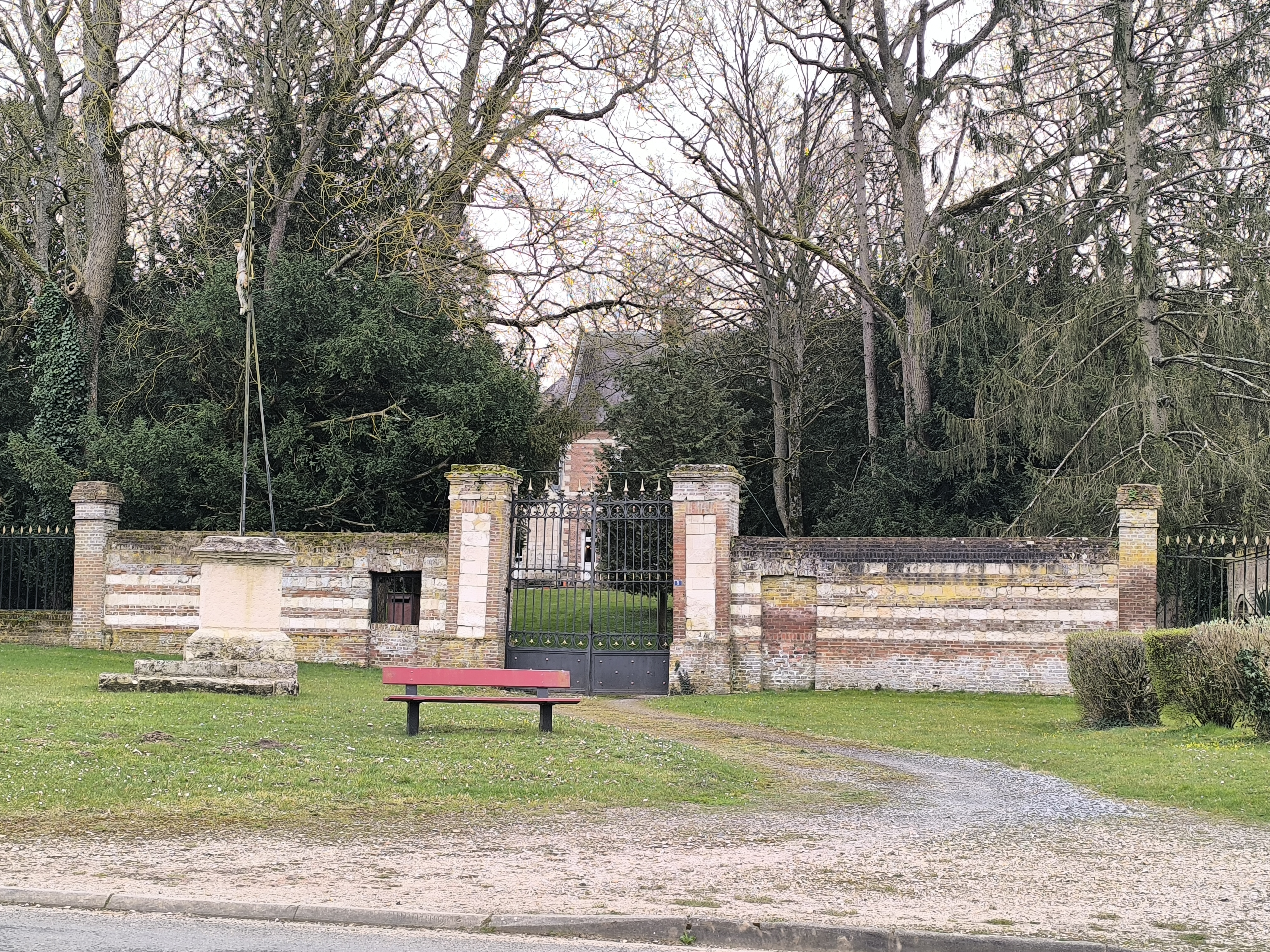
L'entrée du château.
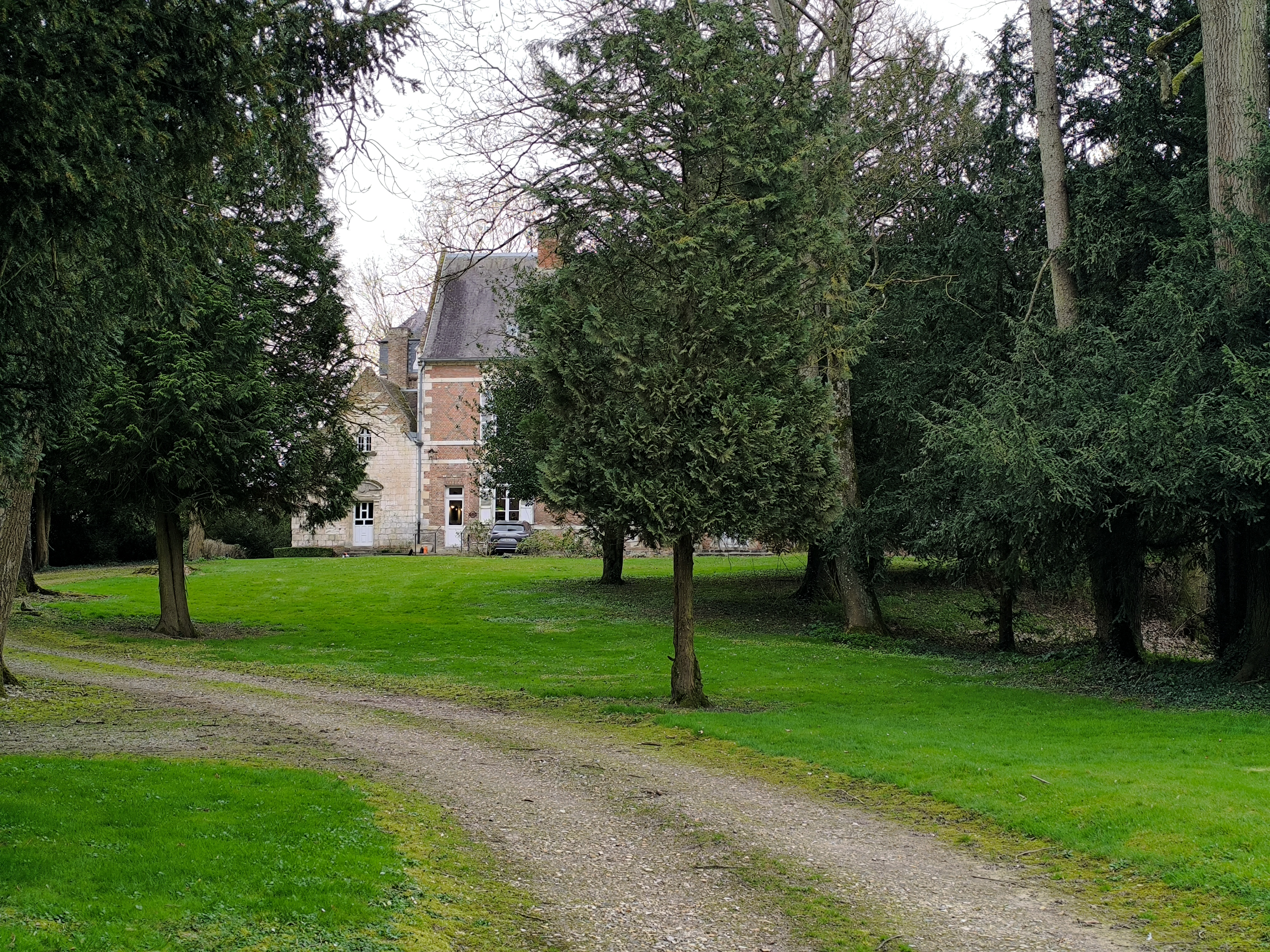
Le château vu depuis la grille.

- Église de l'Assomption de Notre-Dame, construite vers 1760, de style classique et constituée d'une simple nef.
Le maître-autel est en bois sculpté de style Louis XVI. L'église dispose d'un aigle-lutrin, également de style Louis XVI réalisé vers 1780-1790 et une chasse-reliquaire de Sainte Romaine de la fin du XIXe siècle[31].

L'église de l’Assomption de la Vierge
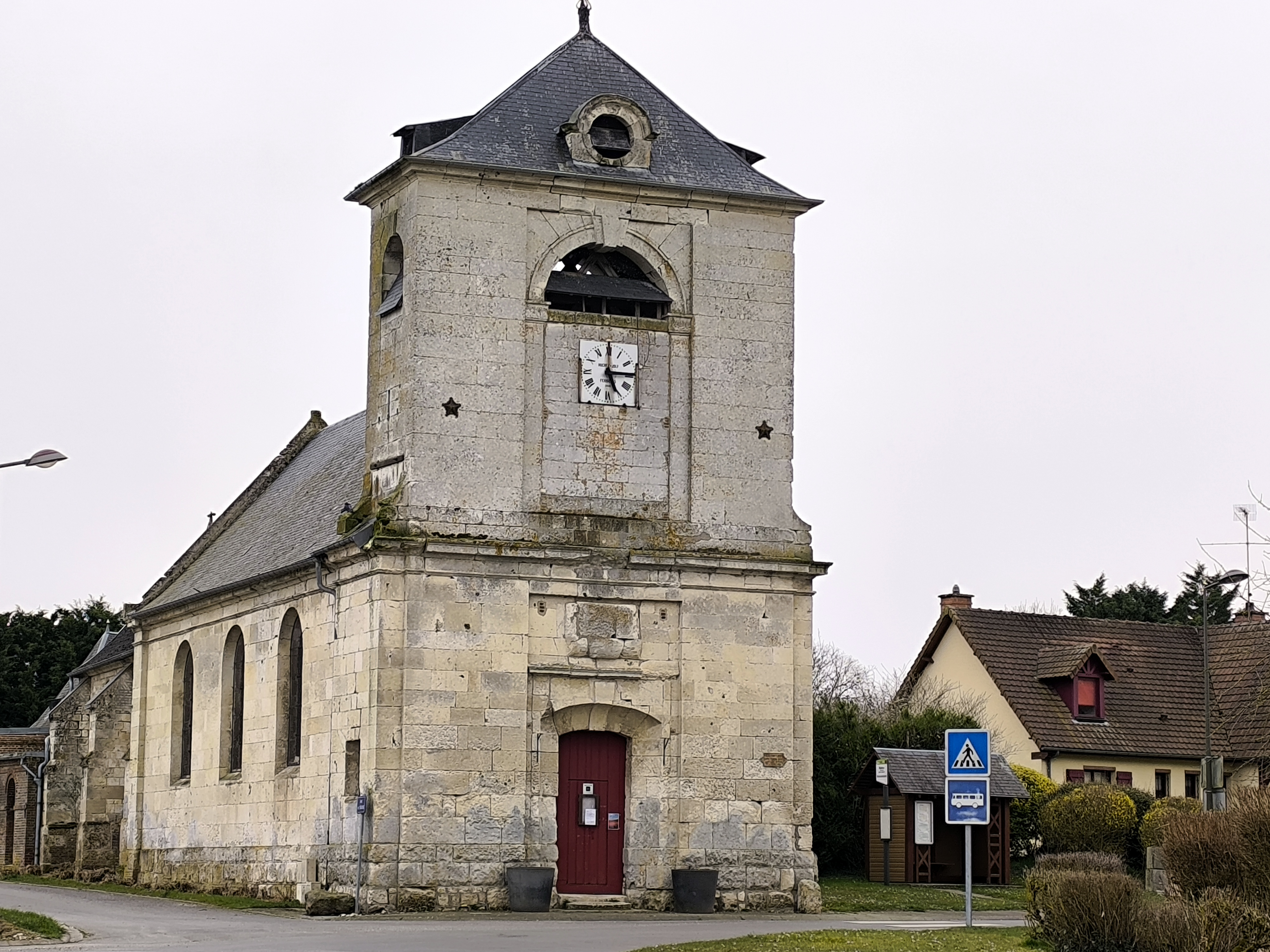
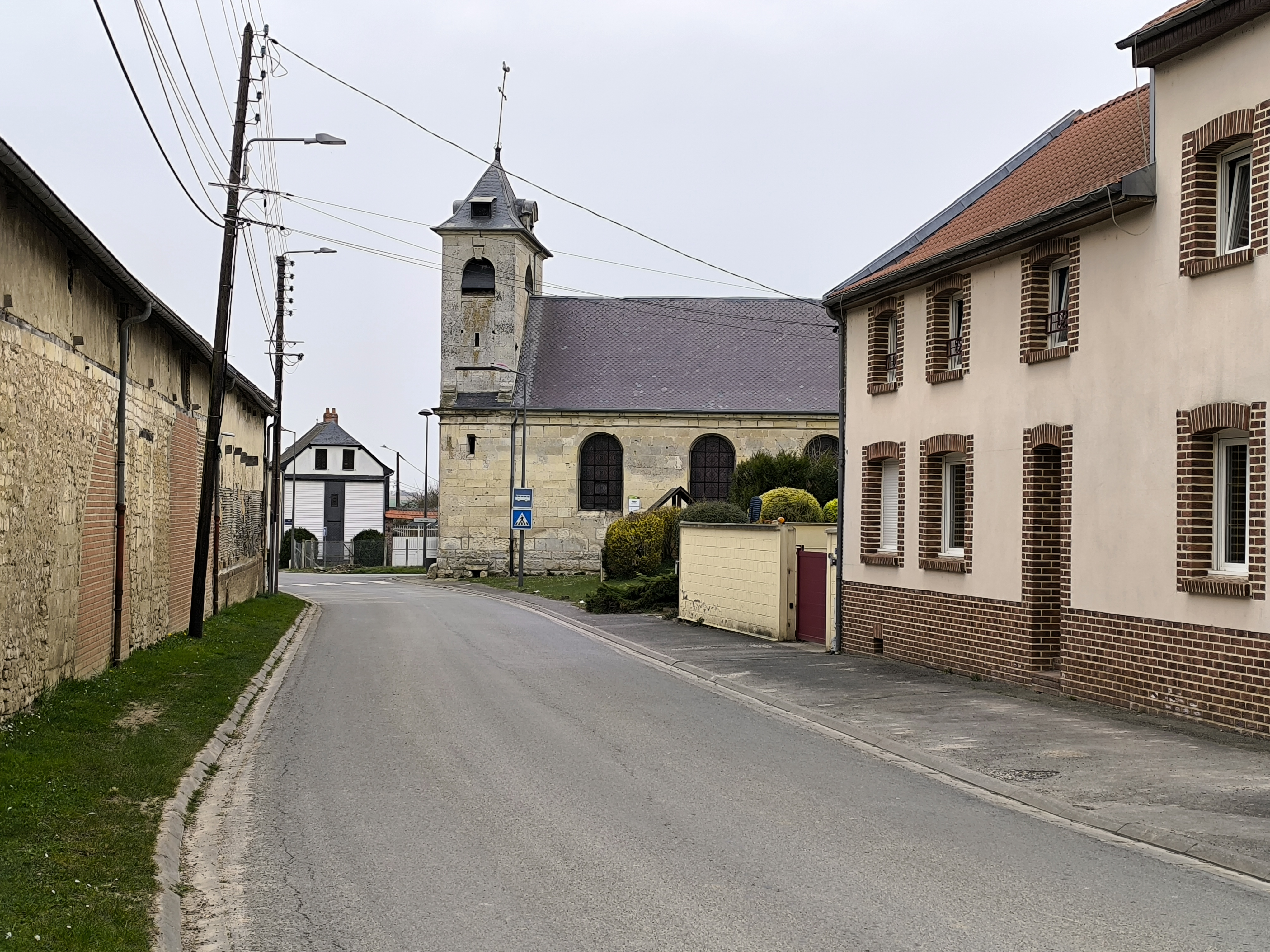

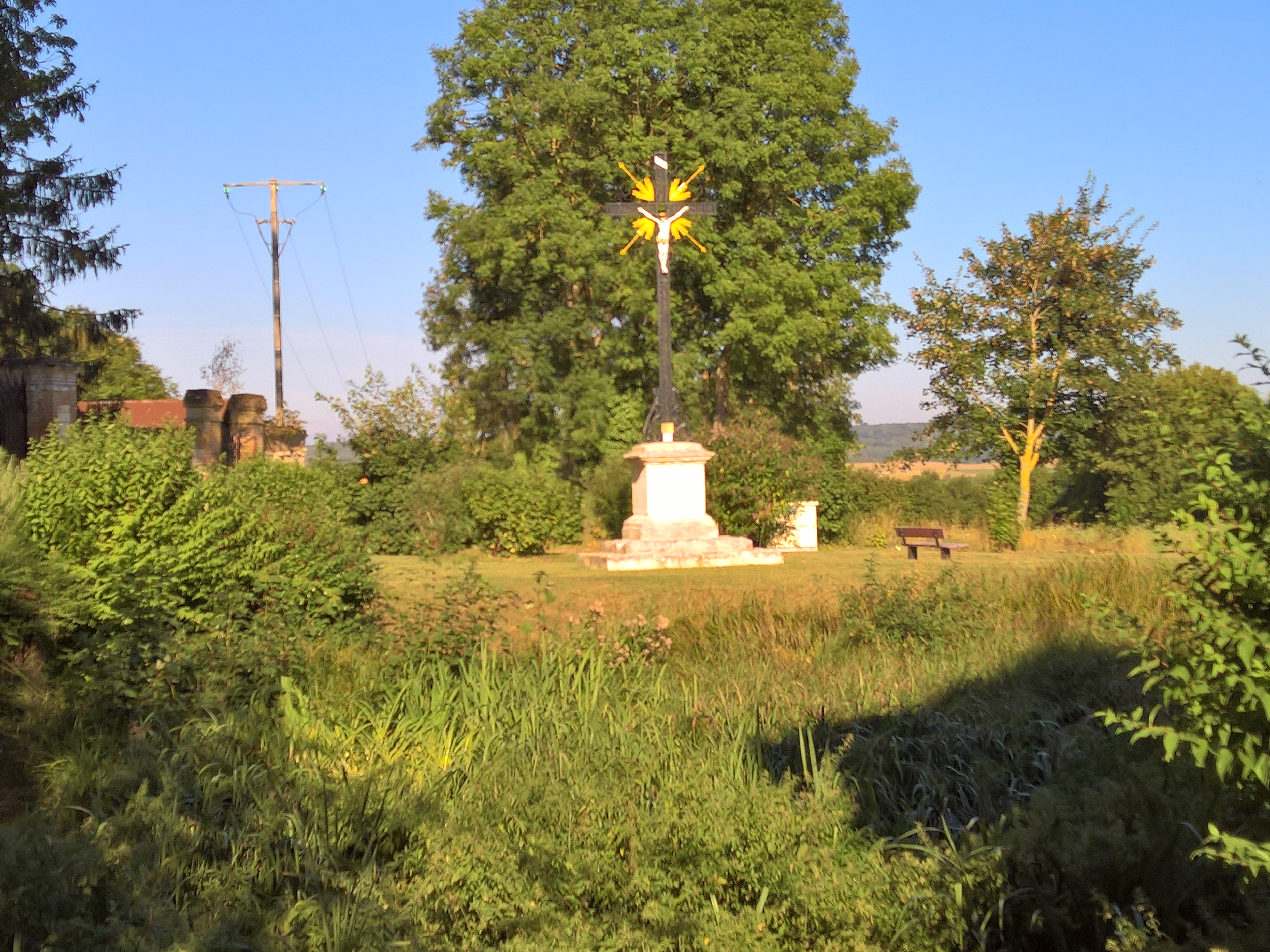
Le calvaire vu à travers la mare, place de l'église.

- Calvaire érigé en 1853 devant l'église afin de commémorer l’installation des reliques de sainte Romaine à Tilloy. C'est un modèle industriel de l'époque, réalisé en fonte et fer forgé ; il possède des fleurons, des motifs entre les tiges[4].  
Il a été rénové en 2017 grâce à une souscription parrainée par la Fondation de France[32].

- Le Jardin du Pic-Vert 
Le jardin, de 6 000 m2, construit par Michel Driencourt autour d’une grosse ferme picarde du XIXe siècle, est structuré en quatre sections :
  - un jardin d’ombre avec vieux cerisier du Japon ;
  - une cour intérieure d’inspiration mélangée ;
  - un ancien verger remodelé et potager ;
  - un conservatoire de variétés anciennes ; 2 500 variétés d’arbustes et de plantes vivaces y sont présentes, avec des collections de delphiniums, iris, pavots, magnolias, hydrangeas, érables du Japon[33]…
- Quatre puits anciens, dont l'un situé place de l'église.

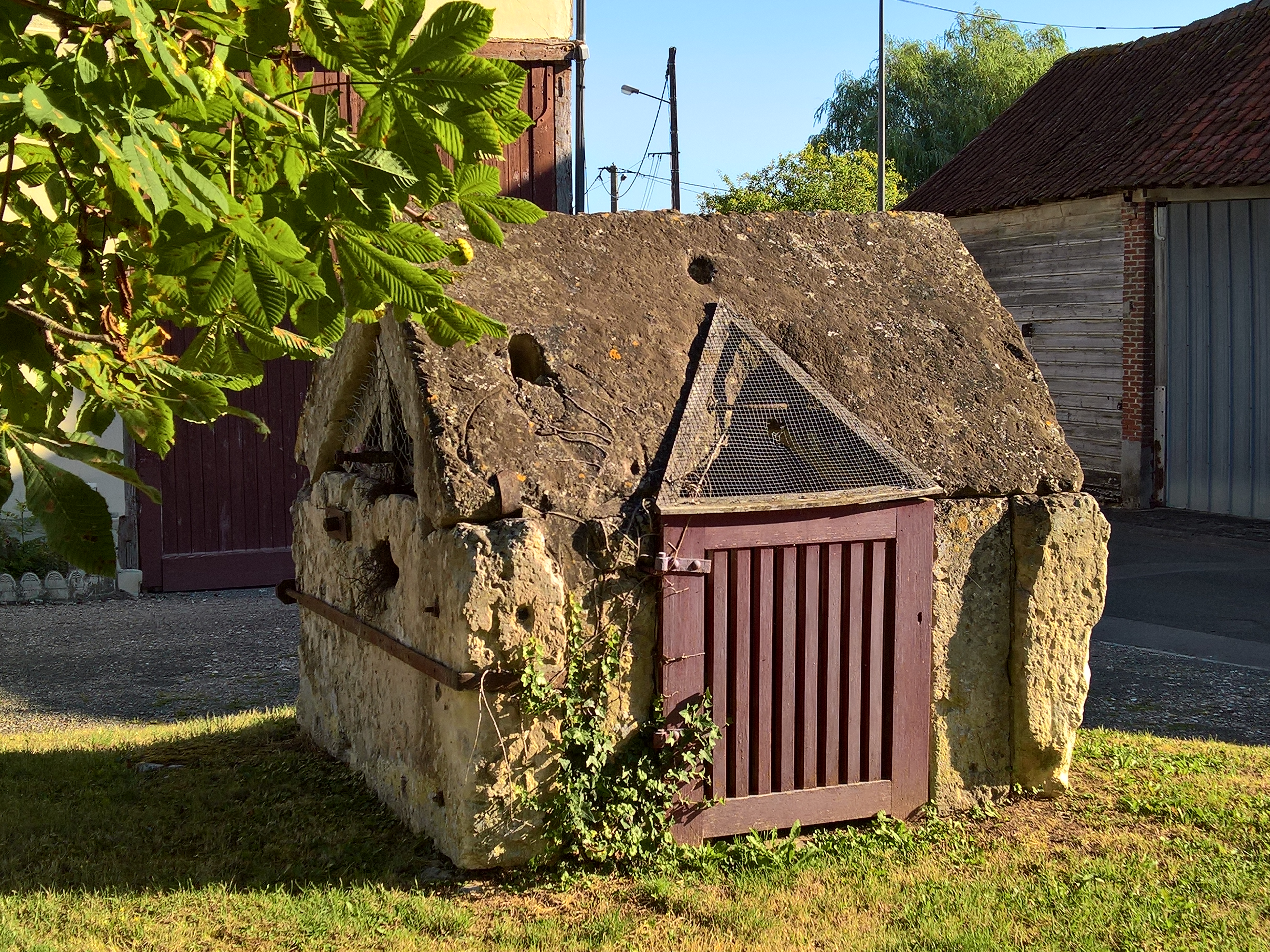
Puits ancien, place de l'église.